# Hexén
A hexén az alkének közé tartozó, 6 szénatomos, telítetlen szénhidrogén, képlete C6H12. Több izomerje is létezik, ezek egymástól a kettős kötés helyzetében és az a körüli térszerkezetben különböznek. Iparilag az egyik legfontosabb izomer az 1-hexén, melyet a polietilén gyártásához komonomerként használják.

## Izomerek
Néhány hexénizomer (a lista nem teljes):
| Name        | Szerkezeti képlet | CAS-szám   | Olvadáspont (°C) | Forráspont (°C) | Sűrűség (g/cm3) | Törésmutató (589 nm) |
| ----------- | ----------------- | ---------- | ---------------- | --------------- | --------------- | -------------------- |
| 1-hexén     |                   | 592-41-6   | −139,76          | 63,48           | 0,6685 (25 °C)  | 1,3852 (25 °C)       |
| (E)-2-hexén |                   | 4050-45-7  | −133             | 67,9            | 0,6733 (25 °C)  | 1,3936 (20 °C)       |
| (Z)-2-hexén |                   | 7688-21-3  | −141,11          | 68,8            | 0,6824 (25 °C)  | 1,3979 (20 °C)       |
| (E)-3-hexén |                   | 13269-52-8 | −115,4           | 67,1            | 0,6772 (20 °C)  | 1,3943 (20 °C)       |
| (Z)-3-hexén |                   | 7642-09-3  | −137,8           | 66,4            | 0,6778 (20 °C)  | 1,3947 (20 °C)       |

A hexénnek összesen 13 különböző alkénizomere van, leszámítva a további geometriai (E/Z) és optikai (R/S) izomereket:
- hex-1-én
- hex-2-én (E/Z)
- hex-3-én (E/Z)
- 2-metilpent-1-én
- 3-metilpent-1-én (R/S)
- 4-metilpent-1-én
- 2-metilpent-2-én
- 3-metilpent-2-én (E/Z)
- 4-metilpent-2-én (E/Z)
- 2,3-dimetilbut-1-én
- 3,3-dimetilbut-1-én
- 2-etilbut-1-én
- 2,3-dimetilbut-2-én

## Fordítás
Ez a szócikk részben vagy egészben  a   Hexene című angol Wikipédia-szócikk ezen változatának fordításán alapul.  Az eredeti cikk szerkesztőit annak laptörténete sorolja fel. Ez a jelzés csupán a megfogalmazás eredetét és a szerzői jogokat jelzi, nem szolgál a cikkben szereplő információk forrásmegjelöléseként.